# Kostel Božského srdce Páně (Rajhrad)
Kostel Božského srdce Páně je římskokatolický chrám ve městě Rajhrad v okrese Brno-venkov, součást areálu kláštera sester Těšitelek.

## Historie
Kostel byl postaven v letech 1924–1929 staviteli Rudolfem Kvapilem a Ladislavem Mesenským společně s klášterem, s nímž sdílel jeho osudy. Samotný návrh konventu vytvořila sestra Anežka. Při bojích na konci druhé světové války v roce 1945 byl celý areál značně poškozen, do roku 1949 byl zrekonstruován, loď kostela byla přitom snížena. Po roce 1951 působila v budovách bývalého kláštera armáda, kostel byl využíván jako skladiště a později jako kino. V letech 1991 a 1992 byl klášter navrácen sestrám Těšitelkám, které chrám opravily, takže mohl být 10. června 1994 nově vysvěcen brněnským biskupem Vojtěchem Cikrlem.
Jedná se o novoklasicistní jednolodní kostel, před jehož vstupem z ulice se nachází sloupový portikus. Na zadní stěně presbytáře chrámu se nachází malba Utrpení Kristovo na hoře Olivetské a na Kalvárii z roku 1929 od ostravského malíře Aloise Zapletala. Nad přední částí lodi byla postavena malá věž s hodinami, u západní stěny kněžiště se nalézá moderní kaple Neposkvrněného Početí Panny Marie z let 2000 a 2001, kterou navrhli olomoučtí architekti František Zajíc a Tomáš Černoušek.
Je filiálním kostelem rajhradské farnosti.